# Curt Courant
Curt Courant (Katowice, 11 maggio 1899 – Los Angeles, 20 aprile 1968) è stato un direttore della fotografia tedesco.

## Filmografia
- La sposa circassa (Die Kaukasierin), regia di Uwe Jens Krafft e Joe May (1917)
- Hilde Warren und der Tod, regia di Joe May (1917)
- Der Onyxknopf, regia di Joe May, Hans Oberländer (1917)
- Lo chauffeur nero (Der schwarze Chauffeur), regia di Joe May (1917)
- Ein Lichtstrahl im Dunkel, regia di Joe May (1917)
- Sein bester Freund, regia di Uwe Jens Krafft (1918)
- Wogen des Schicksals, regia di Joe May (1918)
- Das Opfer, regia di Joe May (1918)
- Das Haus gegenüber, regia di Rudolf Meinert (1918)
- Staatsanwalt Jordan, regia di Erik Lund (1919)
- Zwischen zwei Welten, regia di Adolf Gärtner (1919)
- Die Bodega von Los Cuerros, regia di Erik Lund (1919)
- Das törichte Herz, regia di Erik Lund (1919)
- Fuoco fatuo (Irrlicht), regia di Erik Lund (1919)
- Die goldene Lüge, regia di Erik Lund (1919)
- Die fremde Frau, regia di Erik Lund (1919)
- Der Mitternachtsassessor, regia di Erik Lund (1919)
- Nur ein Diener, regia di Erik Lund (1919)
- Zwischen Lachen und Weinen (1919)
- Stürme - Ein Mädchenschicksal, regia di Erik Lund (1919)
- Schwarze Perlen, regia di Erik Lund (1919)
- Eines Mannes Wort, regia di Erik Lund (1919)
- Die verwunschene Prinzessin, regia di Erik Lund (1919)
- La fata di Saint Menard (Die Fee von Saint Ménard), regia di Erik Lund (1919)
- Die Braut des Entmündigten, regia di Erik Lund (1919)
- Der Weltmeister, regia di Erik Lund (1919)
- Der letzte Sonnensohn, regia di Erik Lund e Bruno Kastner (1919)
- Il cuore di Casanova (Das Herz des Casanova), regia di Erik Lund (1919)
- Das Gebot der Liebe, regia di Erik Lund (1919)
- Artistentreue, regia di Erik Lund (1919)
- Allerseelen, regia di Erik Lund (1919)
- Il castello dei draghi (Schloß Einöd), regia di Erik Lund (1920)
- Das Mädchen aus der Ackerstraße - 1. Teil, regia di Reinhold Schünzel (1920)
- Im Wirbel des Lebens, regia di Erik Lund (1920)
- Der König von Paris, 1. Teil - Die Geschichte des André Lifou, regia di Erik Lund (1920)
- Der König von Paris, 2. Teil - Die Geschichte des André Lifou, regia di Erik Lund (1920)
- Präsident Barrada, regia di Erik Lund (1920)
- Verbotene Liebe, regia di Erik Lund (1920)
- Kämpfende Gewalten oder Welt ohne Krieg
- Amleto (Hamlet), regia di Svend Gade, Heinz Schall (1921)
- Ein Tag auf dem Mars, regia di Heinz Schall (1921)
- Die Gassenkönigin, regia di Ernst Mölter (1921)
- Alfred von Ingelheims Lebensdrama, regia di Erik Lund (1921)
- Die Fremde aus der Elstergasse, regia di Alfred Tostary (1921)
- Der Silberkönig, 1. Teil - Der 13. März, regia di Erik Lund (1921)
- Der Silberkönig, 2. Teil - Der Mann der Tat, regia di Erik Lund (1921)
- Der Silberkönig, 3. Teil - Claim 36, regia di Erik Lund (1921)
- Der Silberkönig, 4. Teil - Rochesterstreet 29, regia di Erik Lund (1921)
- Das Geheimnis der Santa Maria, regia di Lothar Mendes (1921)
- Das Mädel von Picadilly, 1. Teil, regia di Frederic Zelnik (1921)
- Das Mädel von Picadilly, 2. Teil, regia di Frederic Zelnik (1921)
- Das Blut, regia di Paul Legband (1922)
- Peter der Große, regia di Dimitri Buchowetzki (1922)
- Das hohe Lied der Liebe, regia di Heinz Schall (1922)
- Das Geheimnis von Schloß Ronay, regia di Erik Lund (1922)
- Tiefland, regia di Adolf E. Licho (1923)
- Il paradiso nella neve (Das Paradies im Schnee), regia di Georg Jacoby (1923)
- Der Pantoffelheld, regia di Reinhold Schünzel (1923)
- Komödianten des Lebens, regia di Georg Jacoby (1924)
- Zwei Kinder, regia di Richard Clement Hilber (1924)
- Quo Vadis?, regia di Gabriellino D'Annunzio e Georg Jacoby (1924)
- Ich liebe dich, regia di Paul L. Stein (1925)
- Die Insel der Träume, regia di Paul L. Stein (1925)
- Liebesfeuer, regia di Paul L. Stein (1925)
- Die Brüder Schellenberg, regia di Karl Grune (1926)
- Die Fahrt ins Abenteuer, regia di Max Mack (1926)
- L'imperatrice perduta (Geheimnisse des Orients), regia di Aleksandr Volkov (1928)
- Assolto (Schuldig), regia di Johannes Meyer (1928)
- Una donna nella luna (Frau im Mond), regia di Fritz Lang (1929)
- Il diavolo bianco (Der weiße Teufel), regia di Aleksandr Volkov (1930)
- Cœur de lilas, regia di Anatole Litvak (1932)
- L'uomo che sapeva troppo, regia di Alfred Hitchcock (1934)
- L'angelo del male (La Bête humaine), regia di Jean Renoir (1938)
- Luisa (Louise), regia di Abel Gance (1939)
- Alba tragica (Le Jour se lève), regia di Marcel Carné (1939)
- Monsieur Brotonneau, regia di Alexander Esway (1939)
- Le Corsaire, regia di Marc Allégret (1939)
- Da Mayerling a Sarajevo (De Mayerling à Sarajevo), regia di Max Ophüls (1940)
- Monsieur Verdoux, regia di Charlie Chaplin (1947)
- Accadde in Atene (It Happened in Athens), regia di Andrew Marton (1962)